# Sankt Lorenzen im Mürztal
Sankt Lorenzen im Mürztal è un comune di 3 338 abitanti della Stiria (Austria).